# Estación La Cruz (Chile)
La Cruz es una estación ferroviaria que formó parte de la línea Santiago - Valparaíso de la Empresa de los Ferrocarriles del Estado. Se ubica en la comuna del mismo nombre, entre Quillota y La Calera. 

## Historia
El 14 de febrero de 1863 llega por primera vez el tren a La Cruz, en donde la estación ya construida en esa época era una imitación del estilo arquitectónico de Devon en Inglaterra. La estación contaba con bodegas para almacenar bienes producidos por los fundos de La PalmiLla y Pocochay, o las que llegaban desde Santiago o Valparaíso para la comuna. La estación también fue conocida como "La estación de las flores", ya que dos o tres vagones se colmaban diariamente con verduras o flores que serían posteriormente vendidas en Santiago o Valparaíso.
Se demoraba cerca de 4 horas el trayecto entre la Estación Mapocho hasta La Cruz. La estación fue suprimida el 31 de diciembre de 1979.
La torre de comando de la estación fue destruida en la década de 1990. Se anunció a la comunidad que dejarían de transitar ferrocarriles de transporte de pasajeros en 1991; solamente las vías se utilizarán para transporte de trenes de carga, como los de la Minera Andina hasta La Refinería de Cobre de Ventanas.
Actualmente los servicios de pasajeros ya no operan, aunque el edificio que albergó la estación, aún existe, siendo ocupado como casa habitación en su planta baja, mientras que las vías secundarias fueron levantadas.

### Extensión Limache-La Calera
Es en octubre de 2016 que se anuncian las intenciones de extender el servicio hasta La Calera. En mayo de 2019, se adjudicó el proceso de Ingeniería Básica del proyecto con una duración prevista de 24 meses y una inversión de 7 millones de dólares. En 2023, se presentó un plan que contempla una inversión de 680 millones de dólares para extender el servicio, con el fin de beneficiar a las poblaciones de Quillota, La Cruz y La Calera. Se estima que las obras de construcción inicien en 2025, y hacia 2028 la ampliación del servicio hasta La Calera esté operativa, incluyendo a la estación La Cruz.

## Infraestructura

### Extensión Limache-La Calera
Con el proyecto de extensión, la Estación La Cruz está proyectada para situarse en las cercanías de la antigua estación homónima, delimitada por la calle Simpson al poniente y la Avenida de los Andes al oriente. El diseño preliminar de la nueva estación ha sido concebido para no intervenir la estación antigua, reconociendo y preservando su valor patrimonial y significado para la comunidad local.
La calle Simpson ha sido designada como el principal acceso vehicular y peatonal a la estación. Adicionalmente, la estación contará con otro punto de acceso que se conectará directamente al paso vehicular desnivelado La Cruz. Pensando en la comodidad y funcionalidad para los usuarios, se han planeado estacionamientos para los metro-buses en la plaza adyacente y áreas de estacionamiento para vehículos particulares a ambos lados de la estación.